# Sin-woestijn
De Sin-woestijn (Hebreeuws מִדְבַּר סִין, Midbar Sin) is een gebied waar volgens de Bijbel de Israëlieten tijdens hun tocht van Egypte naar het Beloofde Land doorheen trokken. Deze tocht wordt beschreven in het Bijbelboek Exodus.
Sin ligt tussen de oase Elim en de Bijbelse Sinaïberg. De naam Sin is waarschijnlijk afkomstig van de Sumerische maangod Nanna die door de Babyloniërs Sin werd genoemd en die vereerd werd in het  pre-islamitische Arabië (Midian/Edom etc.) de Levant (Kanaän) en Mesopotamië (Ur/Akkad/Babylonië). 
De exacte locatie van het gebied dat in de Bijbel genoemd wordt is niet te bepalen omdat de situering afhankelijk is van de ligging van de Bijbelse Sinaïberg waarvan geen consensus is over de exacte plaats. Als men uitgaat van de traditionele toewijzing van de Sinaï aan de Jabal Musa, een van de toppen in de zuidelijke tip van het Sinaï schiereiland, zou de Sin-woestijn overeenkomen met de smalle vlakte van el-Markha langs de oostelijke kant van de Rode Zee tot de kaap van Ras Mohammed. Deze lokalisering wordt evenwel door de deskundigen verworpen. Men denkt tegenwoordig eerder aan Jebel al-Madhbah voor de Bijbelse berg Horeb of Sinaï en dan zou de Sin-woestijn overeenkomen met het centrale deel van de Wadi Araba.
Het is in de Sin-woestijn dat het wonder van het manna en de kwartels plaatsvond volgens de Bijbel (Exodus 16:2-21).